# 共創未来ファーマ
共創未来ファーマ株式会社（きょうそうみらいファーマ）は、東京都に本社を置く製薬会社である。

## 会社概要
医療用医薬品の製造及び販売を手がけ、注射用医薬品の受託販売を行っている薬品メーカーである。「純良医薬品の製造販売により社会のお役に立つ」という企業理念のもと製造設備の充実化を図り、アンプル･バイアルの注射剤の製造販売をコア事業としている。かつては動物用医薬品の製造販売もおこなっていた。

## 沿革

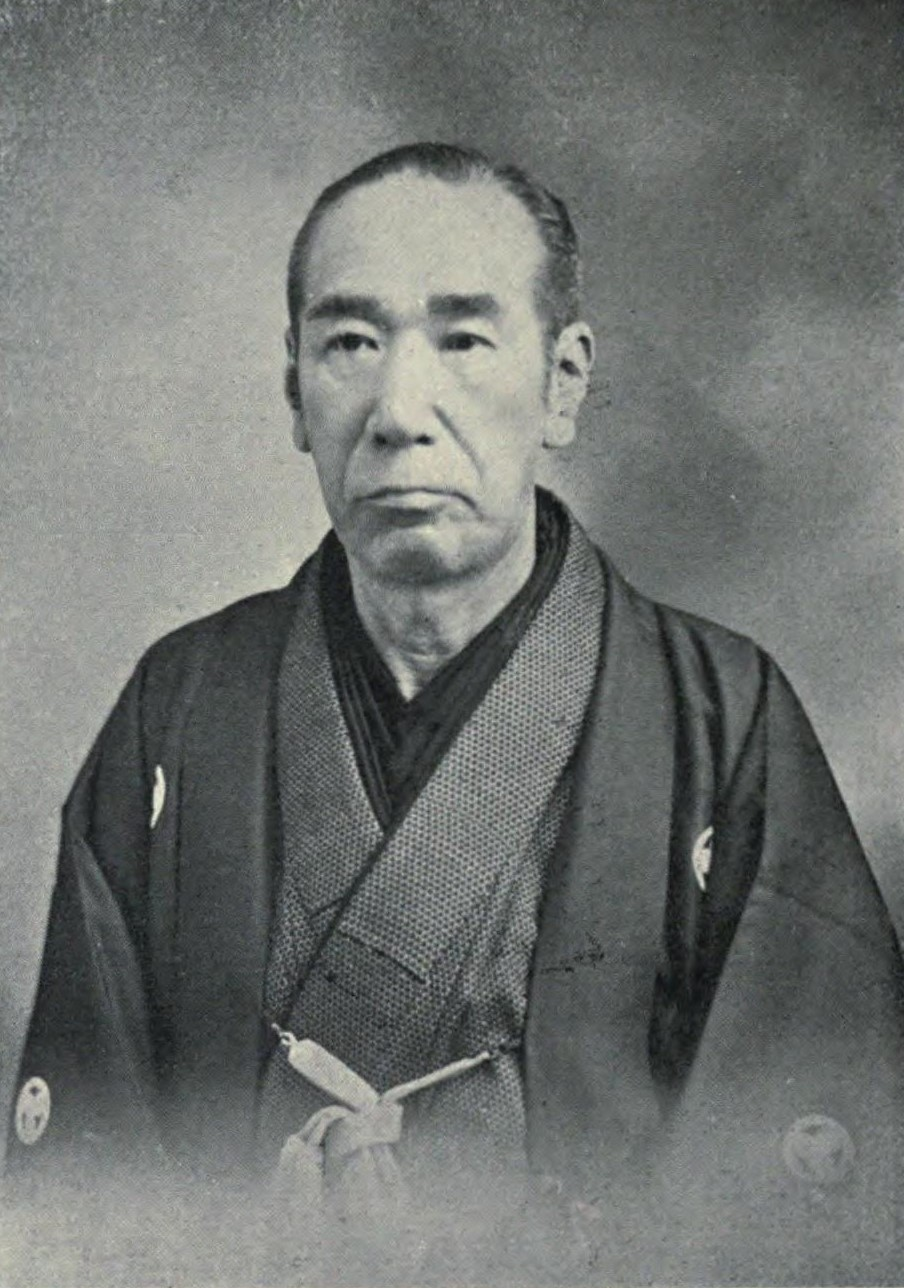
創業者の友田嘉兵衛

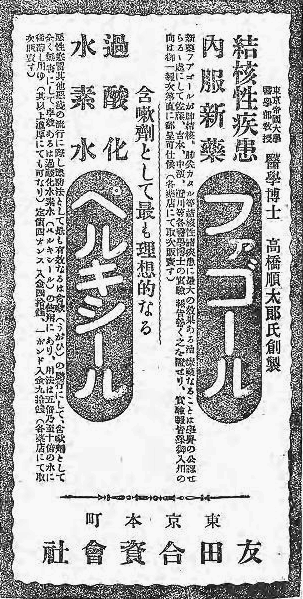
友田合資会社広告。1919年

- 1871年（明治4年） - 創業者友田嘉兵衛が和漢薬中心であった時代にいち早く、洋薬の新規性･重要性に着目し、横浜で西欧からの医薬品輸入販売業を営んでいた合資会社友田商店（前身は友田嘉兵衛商店）を横浜市で創業。
- 1882年（明治15年） - 薬業者として初めて、「ヨードカリ」「ウイキョウ」などの輸出を行う。
- 1905年（明治38年） - 日本シエーリング、ヘキスト、メルク、バイエル薬品などのドイツの製薬会社と販売代理店契約を締結。
- 1911年（明治44年） - 日本薬局方医薬品・工業用薬品等の製造を開始。
- 1916年（大正5年） - 友田合資会社と改称、本社を東京日本橋に移す。
- 1930年（昭和5年） - ホルモン製剤（アンプル）の製造開始。
- 1932年（昭和7年） - 製造設備を充実し、友田製薬と改称。新胃腸薬トモサン等の製造を開始
- 1957年（昭和32年） - 凍結乾燥注射剤の製造を開始。
- 1963年（昭和38年） - 三共（現 第一三共）と提携、技術導入を進め、三共販売の一部製品につき生産開始。
- 1972年（昭和47年） - 社名を「三共ゾーキ」と改称 。医療用医薬品、動物用医薬品、診断用試薬等の生産を拡大。
- 1992年（平成4年） - 三共販売注射剤の製造を開始 。
- 1995年（平成7年） - 社名を三共エール薬品と改称。
- 2007年（平成19年） - 三共と資本関係を解消。大原薬品工業グループの一員となり、社名を「エール薬品」と改称。本社を中央区明石町の聖路加タワーに移転。
- 2010年（平成22年） - 動物用医薬品事業から撤退。
- 2013年（平成25年） - 東邦ホールディングスと業務提携。
- 2016年（平成28年） - 東邦ホールディングスの完全子会社となり、本社を千代田区丸の内に移転。同年11月1日、「共創未来ファーマ」に改称。

## 創業者
創業者友田嘉兵衛の先祖、近江屋嘉兵衛が天保年間に初代近江屋長兵衛のもとに奉公に上がり、享和2年（1802年）に初代の長女ふさと結婚し、文化4年（1807年）に分家、その後4代目近江屋嘉兵衛が明治になり友田嘉兵衛と改名した。大阪出身の4代目嘉兵衛は武田長兵衛商店に入り、長崎荷物問屋の洋薬取引を担当、1868年に神戸港開港するも薬の輸入振るわず、取引のあった横浜の薬品外商の英国人ハルトリや貿易商の桂屋喜八から横浜なら薬品貿易の機運ありと聞き、1871年に横浜に転居、桂屋に寄寓して薬品の輸入業を始める。1878年に境町（現・横浜市中区日本大通）に店舗を構え、友田商店と号し、合資会社とする。

## 主要取引先
- 大原薬品工業株式会社
- 第一三共株式会社
- アルフレッサ ファーマ株式会社
- わかもと製薬株式会社
- ILS株式会社
- 共和クリティケア株式会社
- 沢井製薬株式会社
- 日本新薬株式会社